# NK Lučko
Nogometni klub Lučko hrvatski je nogometni klub iz Lučkog, naselja u sastavu Grada Zagreba.
U sezoni 2025./26. natječe se u 2. NL.

## Povijest
Osnovan je 1931. godine pod imenom NK Velebit. Pod tim imenom nastupa sve do 1941. godine. Od 1946. do 1951. godine nosi ime NK Stupnik a od 1951. do 1957. godine nosi ime NK Sijač. Godine 1957. NK Sijač se spaja s nogometnim klubom Tvornice mlinskih strojeva i uzima ime NK Mlinostroj. Na skupštini održanoj 23. srpnja 1960. odlučeno je o spajanju s Ventilatorom. Od 24. prosinca 1961. nosi ime NK Lučko. Još se zvao Lučko Kompresor ZG (1993. – 1994.) i Lučko Kompresor (1994. – 1996.).
U sezoni 2010./11. nastupa u 2. HNL i uspijeva se, zbog problema s licencijom prvoplasirane Gorice, kao drugoplasirani plasirati u 1. HNL, ali ispada već sljedeće (2011./12.) sezone. Nastavlja igrati u 2. HNL u sezonama 2012./13., 2013./14., 2014./15. i 2015./16.

## Vanjske poveznice
- Službene stranice kluba
- Profil, HNS Semafor